# 유방 절제술
유방 절제술(乳房切除術, 영어: mastectomy)은 한쪽 또는 양쪽 유방을 부분적으로 또는 완전히 외과적으로 제거하는 것을 가리키는 의학 용어이다. 유방절제술은 일반적으로 유방암을 치료하기 위해 시행된다. 경우에 따라 유방암 위험이 높다고 생각되는 여성이 예방 조치로 수술을 받는다. 유방절제술과 종괴절제술은 모두 화학요법, 호르몬 요법 또는 면역요법과 같은 전신 요법과 달리 종양 부위를 표적으로 하는 유방암에 대한 "국소 요법"이라고 한다.
유방 절제술을 수행하기로 한 결정은 유방 크기, 병변 수, 유방암의 생물학적 공격성, 보조 방사선의 가용성 등에 달려있다. 유방절제술과 유방종양절제술을 방사선과 비교한 결과 연구에서는 일상적인 근치 유방절제술이 발견, 진단 및 수술 전에 미세 전이로 인해 발생하는 나중에 발생하는 원격 이차 종양을 항상 예방하지는 못할 것이라고 제안했다. 대부분의 경우 전체 생존율과 유방암 재발률에는 차이가 없다. 유방절제술에 대한 의학적 적응증과 비의학적 적응증이 모두 있지만 수술 전후에 대한 임상 지침과 환자의 기대치는 동일하게 유지된다.
현재 유방절제술에 대한 몇 가지 외과적 접근법이 있으며, 환자가 받기로 결정하는 유형(또는 종괴절제술을 받기로 대신 결정할 것인지 여부)은 종양의 크기, 위치 및 행동(만일 종양이 있는 경우)과 같은 요인에 따라 달라진다. 현재), 수술이 예방적인지 여부, 재건 수술을 받을 의향이 있는지 여부에 따라 달려 있다.
- 단순 유방절제술(또는 "전체 유방절제술"): 이 절차에서는 전체 유방 조직을 제거하지만 겨드랑이 내용물은 건드리지 않는다. 때때로 " 감시 림프절 ", 즉 전이하는 암세포가 나올 것으로 예상되는 첫 번째 액와 림프절이 제거된다. 단순 유방절제술을 받은 사람은 일반적으로 짧은 입원 후 퇴원할 수 있다. 수술 중 배액관을 가슴에 삽입하고 작은 흡입 장치를 부착하여 피하액을 제거하는 경우가 많다. 배액량이 하루 20~30ml 미만으로 감소하기 때문에 보통 수술 후 며칠 후에 제거한다. 단순 유방절제술 또는 전체 유방절제술을 시행할 가능성이 더 높은 사람은 넓은 부위의 유관 상피내암이 있는 사람이거나 향후 유방암이 발생할 가능성이 있기 때문에 유방을 제거하는 사람(예방적 유방절제술)이다. 암이 있는 유방에 이 절차를 수행할 때 때때로 암의 출현을 방지하기 위해 건강한 유방에도 수행한다. 이 옵션의 선택은 캘리포니아에서 최근 몇 년 동안 더 일반적이 되었으며, 40세 미만의 사람들에게서 가장 두드러지며 1998년에서 2011년 사이에 4%에서 33%로 증가했다. 그러나 2014년에 발표된 대규모 연구에 따르면 유전적 지표가 없는 경우 가능한 이점은 기껏해야 미미한 것으로 보인다.[7][8][9] 유방암에 걸릴 위험이 높은 것으로 알려진 건강한 사람의 경우, 이 수술은 때때로 암 예방 조치로 양측에 시행된다.
- 변형된 근치 유방 절제술: 전체 유방 조직이 겨드랑이 내용물(지방 조직 및 림프절)과 함께 제거된다. 근치적 유방절제술과 달리 가슴 근육은 보존된다. 이 유형의 유방절제술은 암세포가 유방 밖으로 퍼졌는지 여부를 확인하는 데 도움이 되기 때문에 림프절을 검사하는 데 사용된다.[10]
- 근치적 유방절제술: 1882년에 처음 시행된 이 절차는 전체 유방, 겨드랑이 림프절, 유방 뒤에 있는 대흉근 및 소흉근을 제거하는 것과 관련된다. 이 절차는 수정된 근치 유방 절제술보다 더 보기 흉하며 대부분의 종양에 생존 이점을 제공하지 않는다. 이 수술은 이제 대흉근과 관련된 종양이나 흉벽과 관련된 재발성 유방암에 적용된다. 가슴 근육에 퍼진 유방암에만 권장된다. 급진적 유방절제술은 외형을 손상시킬 수 있고 변형된 급진적 유방절제술이 그만큼 효과적인 것으로 입증되었기 때문에 이러한 경우에만 권장되었다.[10]
- 피부보존 유방절제술: 이 수술에서는 유륜 (유두 주변의 어두운 부분) 주위에 만들어진 보존적 절개를 통해 유방 조직을 제거한다. 전통적인 유방절제 절제술에 비해 보존되는 피부의 양이 증가하여 유방 재건 절차를 용이하게 한다. 염증성 암과 같은 피부 관련 암 환자는 피부 보존 유방 절제술의 대상자가 아니다. 피부 보존 유방 절제술 절차의 효과 및 안전성 프로파일도 잘 연구되지 않았다.[11] 피부 보존 유방절제술에서 피부 플랩에 체액이 주입될 수 있으며 인도시아닌 그린 혈관조영술은 원하는 경우 재건을 개선하기 위해 저장된 피부가 죽는 것을 방지하는 데 도움이 되는 경우가 있다.[12] 이 접근법의 효과에 대한 명확한 증거는 없다.[12]
- 유두 보존/ 피하 유방 절제술: 유방 조직은 제거되지만 유두-유륜 복합체는 보존된다. 이 절차는 역사적으로 유지된 유륜관 조직에서 암 발병 증가에 대한 두려움 때문에 양성 질환에 대한 유방 절제술 또는 예방적 목적으로만 수행되었다. 최근 시리즈는 그것이 유륜하 위치에 있지 않은 종양에 대해 종양학적으로 건전한 절차일 수 있음을 시사한다.[13][14][15]
- 확대 근치 유방절제술: 흉골 분할에 의한 내유 림프절의 흉막내 일괄 절제를 동반한 근치 유방절제술.[16]
- 예방적 유방 절제술 : 이 절차는 유방암 예방 조치로 사용된다. 이 수술은 잠재적으로 유방암으로 발전할 수 있는 모든 유방 조직을 제거하는 것을 목표로 한다. 수술은 일반적으로 여성이 BRCA1 또는 BRCA2 유전자 돌연변이를 가지고 있을 때 고려된다. 피부 바로 아래에서 흉벽과 유방 경계 주변의 조직은 이 절차 중에 양쪽 유방에서 제거해야 한다. 유선 조직에서 유방암이 발생하기 때문에 유관과 유소엽도 제거해야 한다. 쇄골에서 갈비뼈 아래쪽 가장자리, 가슴 중앙에서 옆구리, 팔 아래까지 부위가 워낙 넓기 때문에 조직을 모두 제거하기가 매우 어렵다. 이 유전적 돌연변이는 유방암, 가족력 또는 비정형 소엽 증식(불규칙한 세포가 유엽에 늘어서 있는 경우)의 발병에 대한 고위험 인자이다. ) 이러한 유형의 절차는 유방암의 위험을 100% 감소시킨다고 한다. 그러나 다른 상황이 결과에 영향을 미칠 수 있다. 연구에 따르면 폐경 전 여성은 이 시술을 받은 후 생존율이 더 높았다.[17]